# Cantón de Cañas
Cantón de Cañas är en kanton i Costa Rica.   Den ligger i provinsen Guanacaste, i den västra delen av landet, 130 km nordväst om huvudstaden San José. Antalet invånare är 26 201. Arean är 682 kvadratkilometer.
Terrängen i Cantón de Cañas är varierad.
Följande samhällen finns i Cantón de Cañas: Cañas